# Valgeir Lunddal Friðriksson
Valgeir Lunddal Friðriksson (24 settembre 2001) è un calciatore islandese, difensore del Fortuna Düsseldorf.

## Caratteristiche tecniche
È un terzino destro.

## Carriera

### Club
Cresciuto nel settore giovanile del Fjölnir, debutta in prima squadra il 28 aprile 2018 in occasione dell'incontro di Úrvalsdeild pareggiato 2-2 contro il KA Akureyri.

### Nazionale
Ha giocato nella nazionale islandese Under-17.
Nel 2021 viene convocato dalla nazionale Under-21 islandese per il campionato europeo di categoria. Nel medesimo anno esordisce inoltre anche in nazionale maggiore.

## Statistiche
Statistiche aggiornate al 31 marzo 2021.

### Presenze e reti nei club
| Stagione        | Squadra         | Campionato      | Campionato | Campionato | Coppe nazionali | Coppe nazionali | Coppe nazionali | Coppe continentali | Coppe continentali | Coppe continentali | Altre coppe | Altre coppe | Altre coppe | Totale | Totale | Totale |
| Stagione        | Squadra         | Comp            | Pres       | Reti       | Comp            | Pres            | Reti            | Comp               | Pres               | Reti               | Comp        | Pres        | Reti        | Pres   | Reti   |        |
| --------------- | --------------- | --------------- | ---------- | ---------- | --------------- | --------------- | --------------- | ------------------ | ------------------ | ------------------ | ----------- | ----------- | ----------- | ------ | ------ | ------ |
| 2018            | Fjölnir         | UD              | 11         | 0          | CI+CdL          | 1+3             | 0               |                    | -                  | -                  |             | -           | -           | 15     | 0      |        |
| 2019            | Valur           | UD              | 1          | 0          | CI+CdL          | 0               | 0               | UEL                | 0                  | 0                  |             | -           | -           | 1      | 0      |        |
| 2020            | Valur           | UD              | 15         | 3          | CI+CdL          | 3+2             | 0               |                    | -                  | -                  |             | -           | -           | 20     | 3      |        |
| 2021            | Häcken          | A               | 0          | 0          | CS              | 2               | 0               |                    | -                  | -                  |             | -           | -           | 2      | 0      |        |
| Totale carriera | Totale carriera | Totale carriera | 27         | 3          |                 | 11              | 0               |                    | 0                  | 0                  |             | -           | -           | 38     | 3      |        |

## Palmarès

### Club

#### Competizioni nazionali
- Campionato svedese: 1

Häcken: 2022
- Coppa di Svezia: 1

Häcken: 2022-2023